# Zamach na siedzibę FSB w Moskwie
Strzelanina w siedzibie FSB w Moskwie – zamach, do którego doszło 19 grudnia 2019 roku w siedzibie Federalnej Służby Bezpieczeństwa (FSB) na moskiewskiej Łubiance w Rosji. W jego wyniku zginęły 3 osoby, w tym napastnik, a 4 inne odniosły rany.

## Przebieg
Około 17:00 czasu lokalnego 39-letni napastnik otworzył ogień przed siedzibą FSB na Łubiance. Następnie wszedł do holu budynku i usiłował przedostać się do wnętrza, ale nie został wpuszczony, po czym otworzył ogień do strażników pilnujących wejścia i przypadkowych przechodniów na chodniku. W strzelaninie zginął na miejscu funkcjonariusz FSB, kolejny zmarł później w szpitalu w wyniku odniesionych obrażeń. Napastnik został chwilę później zastrzelony przez pozostałych funkcjonariuszy FSB. Po zastrzeleniu sprawcy, służby kontynuowały oddawanie strzałów w stronę budynku z powodu dużego zamieszania i chaosu oraz podejrzeń o większej ilości napastników; ostatecznie potwierdzono, że atak został dokonany przez pojedynczego sprawcę.

## Sprawca
Sprawcą zamachu okazał się 39-letni Jewgienij Maniurow pochodzący z małej miejscowości pod Moskwą. Napastnik w momencie ataku mieszkał z matką i był wyizolowany od otoczenia, był też znany jako entuzjasta broni palnej. Początkowo podejrzewano go o związki z radykalnymi organizacjami islamistycznymi. W toku późniejszych czynności i po przeszukaniu jego mieszkania, okazało się jednak, że zamach miał prawdopodobnie podłoże skrajnie prawicowe i psychiczne. Wśród materiałów znalezionych w domu sprawcy była książka autorstwa organizacji Atomwaffen Division, flagi rosyjskich neonazistowskich i separatystycznych organizacji terrorystycznych oraz dokumenty na temat Brentona Tarranta, sprawcy zamachu na meczety w Christchurch, a także strzelców szkolnych.

## Reakcje
Bezpośrednio po ataku, funkcjonariusze FSB blokowali mediom możliwość informowania o tym, co się dzieje w pobliżu siedziby, kilku dziennikarzy zostało brutalnie potraktowanych. Wcześniej tego dnia swoje doroczne wystąpienie, z okazji zakończenia roku, miał przywódca Rosji Władimir Putin. W reakcji na zamach, wzmocniono środki ochrony przed instytucjami rządowymi.